# Monel (aleación)

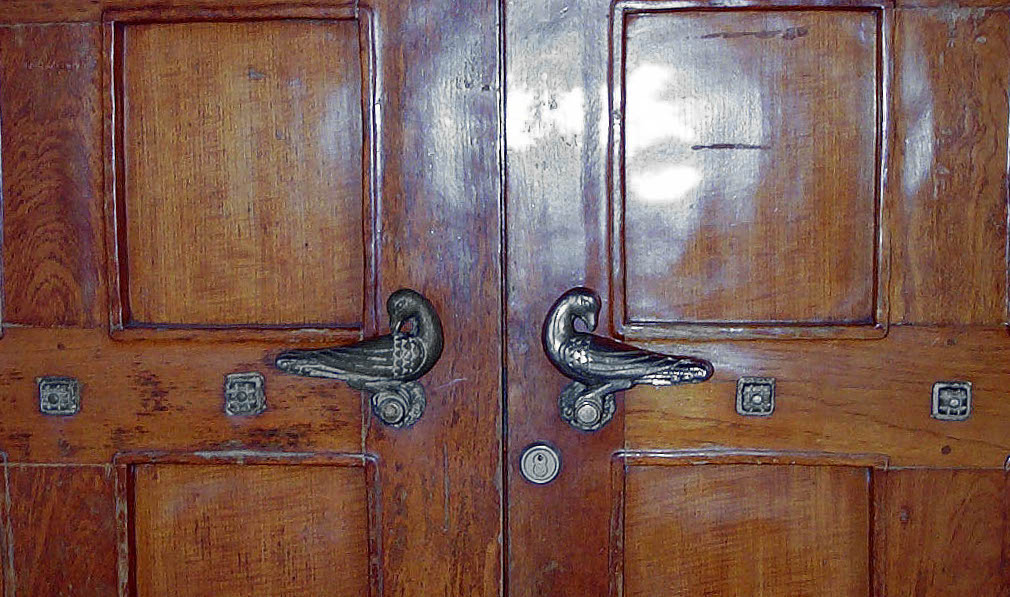
Manillas de puerta de monel en el salón del coro de la catedral de Bryn Athyn, Bryn Athyn, Pensilvania, EE. UU.

Se denomina monel a las aleaciones comerciales con razones níquel-cobre de aproximadamente 2:1 en peso. El monel es más duro que el cobre, extremadamente resistente a la corrosión, y posee una elevada resistencia al impacto (tal como es medida por el ensayo de Izod). Las aleaciones de Monel resisten a la corrosión en un mayor rango de ambientes. Posee mayor resistencia que el níquel al ácido sulfúrico, salmuera y agua.
La conductividad térmica del monel, aunque es menor que la del níquel, es significativamente mayor que la de las aleaciones de níquel que contiene cromo o hierro. Debido a su buena conductividad térmica y resistencia a la corrosión, se utiliza frecuentemente en intercambiadores de calor.
En los anteojos se utiliza para varillas, puentes y partes delanteras, y con menor frecuencia para aros; permite soldaduras muy resistentes y un acabado que no se desgasta.
En náutica se utiliza como sustituto del acero inoxidable para reducir la corrosión galvánica cuando se utilizan, por ejemplo, remaches de este material sobre mástiles o botavaras de aluminio. Remaches de monel son los que reducen este proceso. También se emplea en los pistones de las trompetas, para hacerlos más resistentes a la corrosión y a los golpes.